# Myotis crypticus
Vous lisez un « article de qualité » labellisé en 2019.
Murin cryptique
Espèce
Statut de conservation UICN

 NE  : Non évalué
Le Murin cryptique (Myotis crypticus) est une espèce de chauves-souris de la famille des Vespertilionidae. Son nom, signifiant « caché », provient du fait que cette espèce fait partie d’un complexe d'espèces cryptiques et a longtemps été ignorée en tant que telle car confondue avec le Murin de Natterer (M. nattereri). Sa description, par une équipe de chercheurs de Suisse (Muséum d'histoire naturelle de Genève), d'Espagne (station biologique de Doñana) et de France (université de Montpellier), paraît en février 2019, conjointement à celle du Murin Zenati (Myotis zenatius) d'Afrique du Nord. Le Murin cryptique vit de l'Espagne à l'ouest jusqu'en Autriche à l'est, au nord en Suisse et au sud dans la majeure partie de la péninsule Italienne. Les populations de Corse sont désormais considérées comme une espèce distincte — le Murin de Corse (M. nustrale) — et celles du Sud de l'Italie et de Sicile présentent une divergence génétique importante par rapport aux autres M. crypticus et pourraient donc représenter une entité taxinomique distincte. Le Murin cryptique a une grande distribution altitudinale, vivant depuis le niveau de la mer jusqu'à plus de 1 000 mètres d'altitude. Il se nourrit principalement dans les forêts, mais aussi dans les prairies, et établit ses colonies de reproduction dans les cavités d'arbres, ainsi que dans des structures artificielles. M. crypticus forme de grands rassemblements automnaux avec d'autres espèces du genre Myotis, et passe l'hiver dans des sites souterrains, caché dans des fissures.

## Description
Le Murin cryptique est un murin de taille moyenne, avec un avant-bras compris entre 36 et 40 mm, pour un poids de 5–12 g. L'envergure est comprise entre 24,5 et 30 cm. L'apparence générale est très semblable au Murin de Natterer (Myotis nattereri au sens strict), avec un pelage dorsal d'un brun terne (« clou de girofle ») et le pelage ventral clair, blanchâtre, bien délimité du pelage dorsal le long d'une ligne parcourant les flancs et remontant jusqu'aux oreilles. Comme toutes les espèces du « groupe M. nattereri », le Murin cryptique a des oreilles relativement longues et sans échancrure, dépassant un peu le museau (de 3-4 mm) quand elles sont appliquées vers l'avant, un tragus long, étroit et quasiment droit, un museau pointu et des zones de peau nue autour des yeux. À l'arrière du corps, il partage avec le « groupe M. nattereri » la présence de deux rangées de poils raides et courbés sur la marge de l'uropatagium, d'un éperon cartilagineux (calcar) légèrement en forme de S s'étendant de la cheville aux deux-tiers de l'uropatagium, sans épiblème (lobe membraneux accroché à l'éperon). Les pieds sont relativement petits, mesurant moins de la moitié de la longueur du tibia. Le Murin cryptique et le Murin de Natterer (M. nattereri) se distinguent du Murin d'Escalera (M. escalerai) et du Murin Zenati (M. zenatius) par l'insertion du plagiopatagium sur le pied, la membrane s'insérant à la base de l'orteil externe chez les deux premiers, et s'insérant sur le métatarse chez les deux autres.

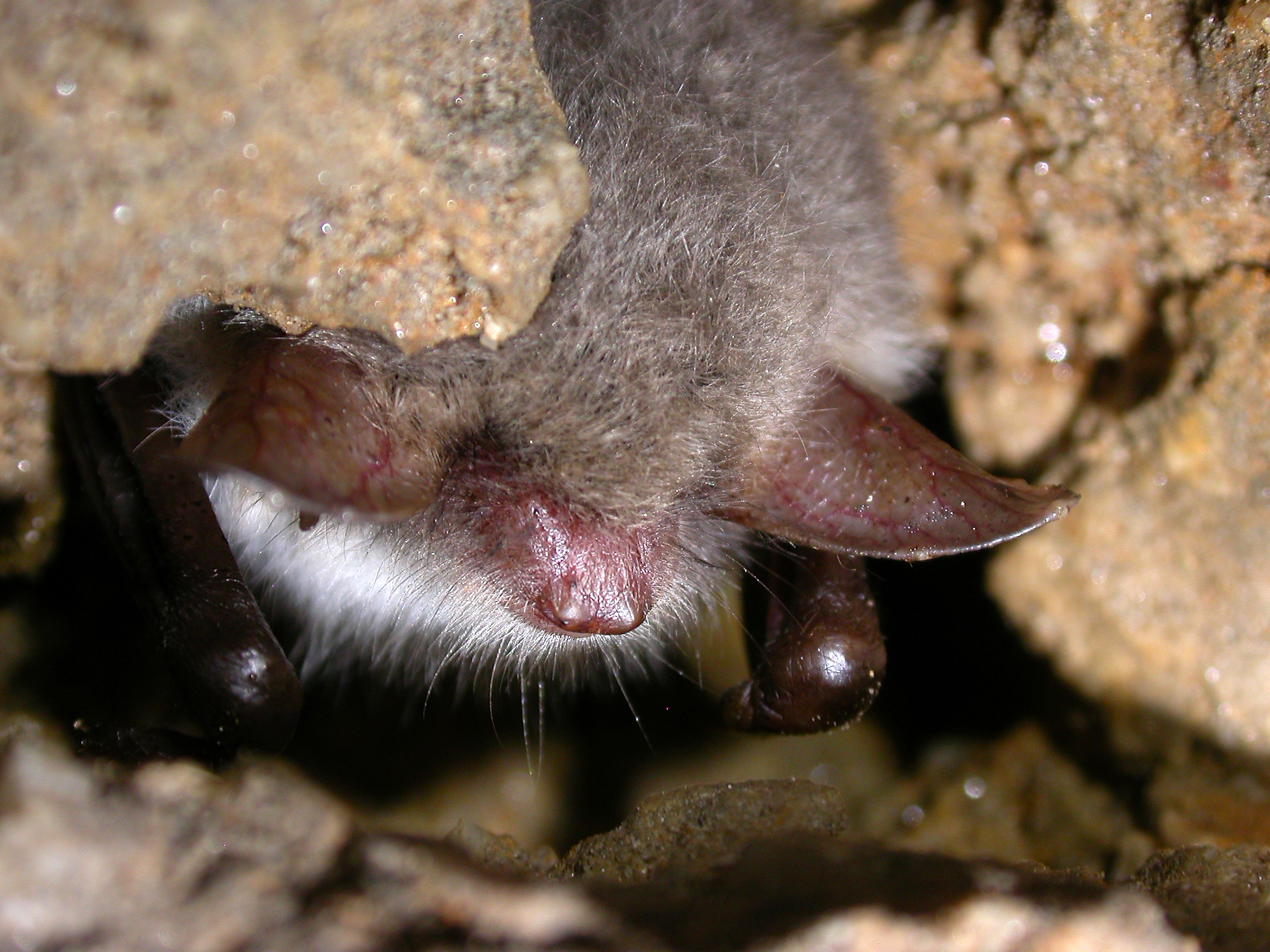
Le Murin de Natterer (M. nattereri), ici un individu en hibernation photographié en Belgique, est l'espèce la plus proche du Murin cryptique.
Dessin de l'insertion du plagiopatagium : A. sur le métatarse chez M. escalerai et M. zenatius, B. à la base de l'orteil externe chez M. crypticus et M. nattereri[3].
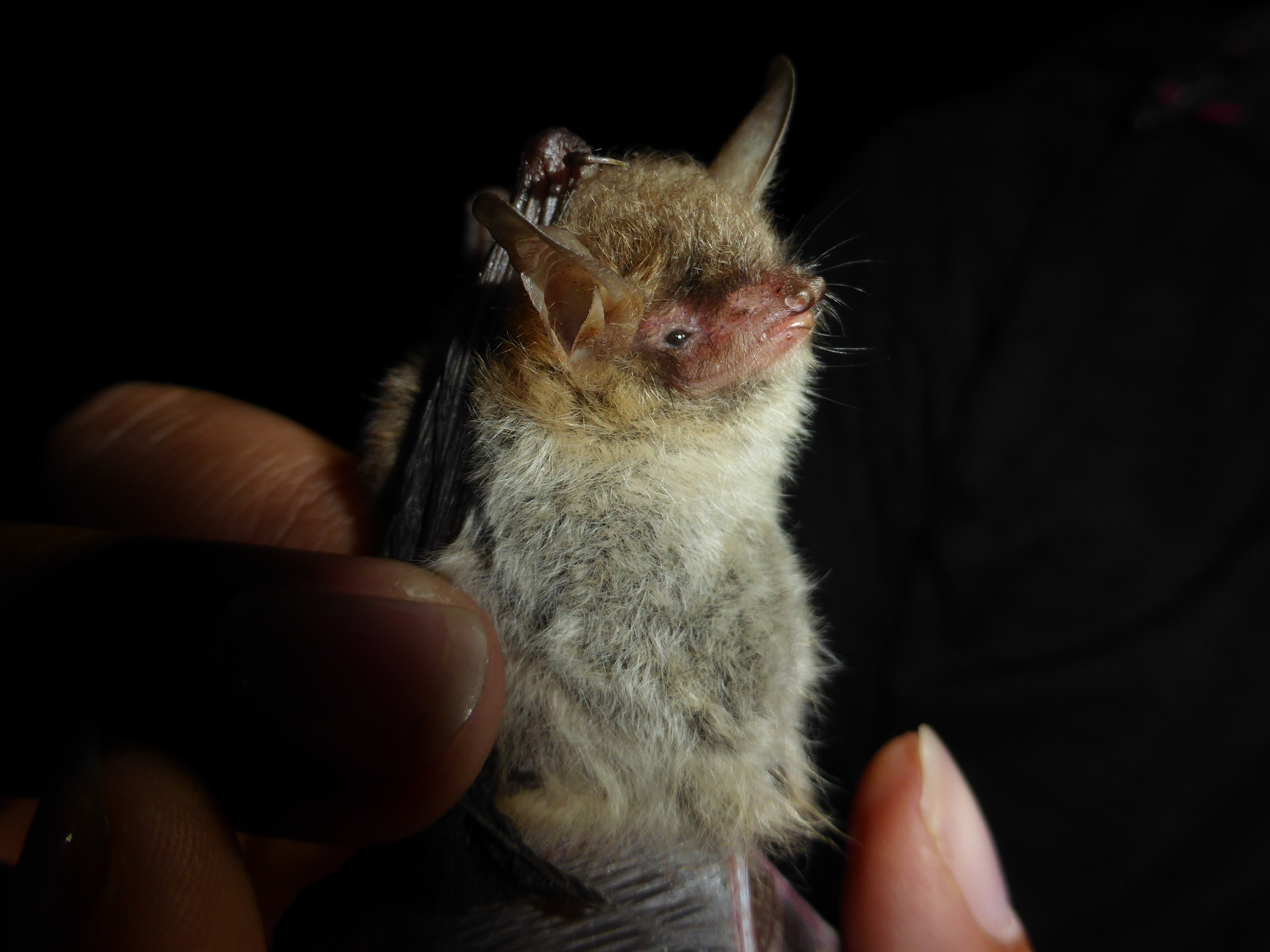
Un « Murin du groupe Natterer » photographié en Croatie.

Aucun caractère n'est pour le moment identifié pour distinguer le Murin cryptique du Murin de Natterer (au sens strict) sur la base de leur morphologie externe, mais M. crypticus est en moyenne légèrement plus petit et avec des oreilles plus longues. Les analyses multivariées de dimensions crâniennes permettent cependant de distinguer les différentes espèces du « groupe M. nattereri » ; M. crypticus possède notamment un rostre plus long et plus fin en moyenne que M. nattereri.

## Écologie et comportement

### Alimentation
En raison de sa découverte tardive, la biologie du Murin cryptique est encore mal connue. Étant donné sa grande ressemblance avec le Murin de Natterer, il chasse probablement comme lui dans les milieux fermés, et proche du substrat où il glane ses proies. En Suisse occidentale, il se nourrit de divers invertébrés comme des araignées et des chenilles,.

### Reproduction

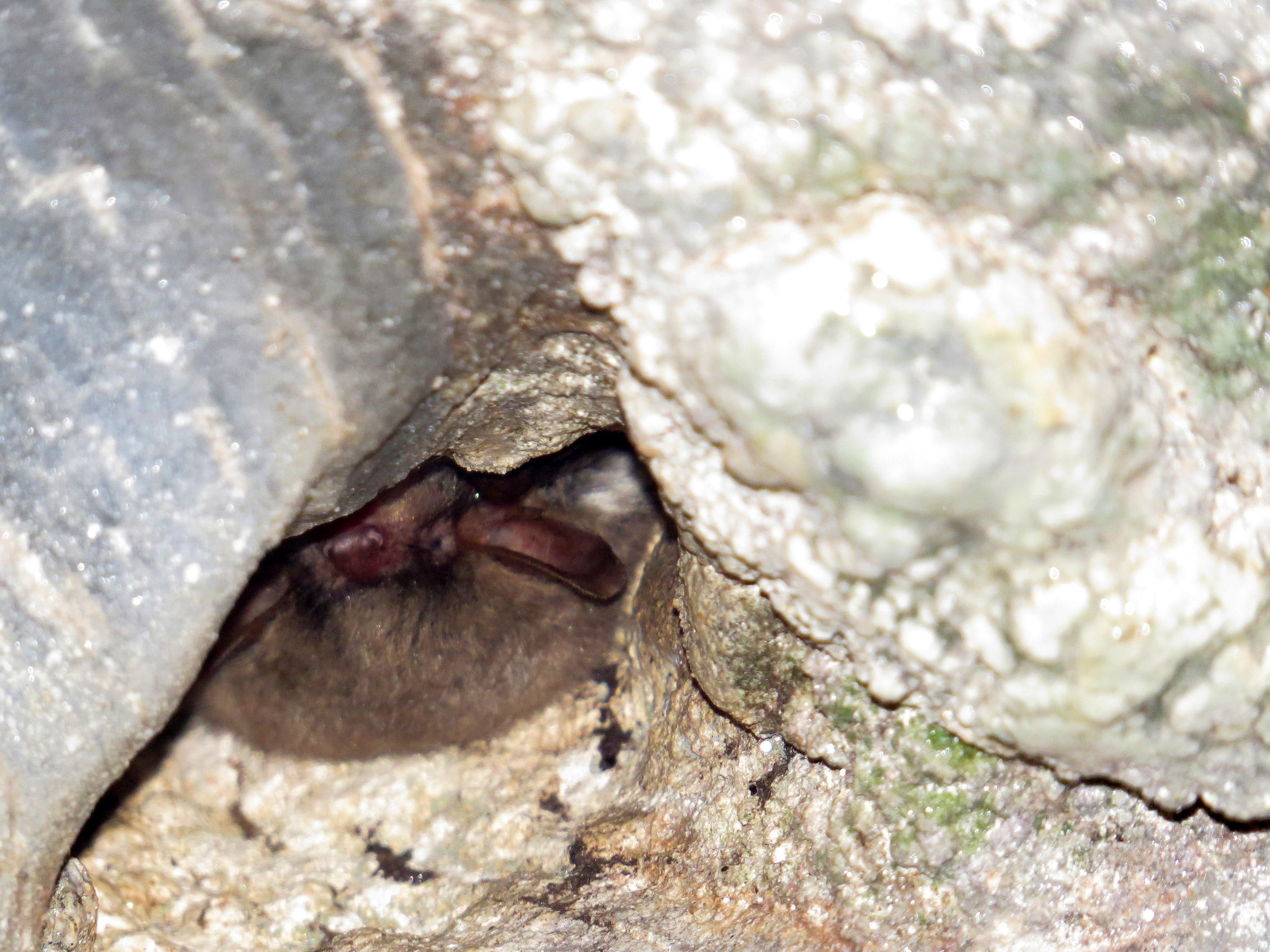
Un Murin cryptique en hibernation dans le parc naturel régional du Haut-Languedoc, photographié par le chiroptérologue Yves Bas. L'identification de l'espèce est présumée par l'emplacement géographique.

Les colonies de reproduction sont situées dans des cavités arboricoles, mais peuvent aussi être établies dans des structures artificielles. À l'automne, le Murin cryptique forme de grands rassemblements avec d'autres espèces du genre Myotis sur des sites de « swarming », entre 200 et 1 500 m d'altitude. L'espèce passe l'hiver dans des gîtes souterrains, en se cachant dans des fissures. Malgré leurs grandes ressemblances, le Murin cryptique et le Murin de Natterer ne s'hybrident pas et se reconnaissent possiblement par des ultrasons ou des signaux olfactifs différents.

## Répartition et habitat
Cette espèce vit principalement dans les pays européens riverains de la mer Méditerranée, dans le sud de l'Europe de l'Ouest. On la trouve depuis les montagnes du nord de l'Espagne et du Portugal à l'ouest, jusqu'à la péninsule Italienne à l'est, en passant par le Sud de la France, remontant au nord en Suisse et peut-être dans le Sud-Ouest de l'Autriche. Les limites au nord et à l'est de sa distribution et les zones de contact avec le Murin de Natterer restent à confirmer, ainsi que son statut dans le Sud de l'Italie. Du groupe d'espèces, seul Myotis nustrale serait présent en Corse.
Le Murin cryptique présente une grande distribution altitudinale et a été trouvé depuis le niveau de la mer jusqu'à 2 000 m d'altitude. Il serait une espèce typiquement forestière, à l'instar de M. nattereri. Autour de la localité type en Espagne, le Murin cryptique vit dans les forêts denses de Chêne tauzin (Quercus pyrenaica) et de Hêtre commun (Fagus sylvatica), dans des forêts plus ouvertes avec quelques vieux arbres, ou même dans des zones de prairies subalpines.

Répartition approximative des espèces du « groupe M. nattereri », selon l'UICN, Benda (2006), Puechmaille (2012), Salicini (2013), Çoraman (2019), López Gallego (2020) et Uvizl & Benda (2021). Les localités types des différents taxons sont indiquées par des étoiles. De nombreuses zones d'incertitude, signalées par des points d'interrogation, demeurent.
M. crypticus
M. escalerai
M. zenatius
M. nattereri
M. nustrale
M. hoveli
M. tschuliensis
M. schaubi araxenus

## Systématique
- « groupe nattereri »
  - 
    - Murin de Schaub (M. schaubi)
    - 
      - Murin de Natterer (M. nattereri)
      - Murin cryptique (M. crypticus)

  - 
    - Murin d'Escalera (M. escalerai)
    - Murin Zenati (M. zenatius)

Myotis nattereri, le Murin de Natterer, est décrit par le zoologiste allemand Heinrich Kuhl en 1817 d'une localité type se trouvant en Allemagne, à Hanau dans le Land de Hesse. Cette chauve-souris est considérée comme distribuée dans tout le Paléarctique occidental jusqu'en 2006, quand les analyses de l'ADN mitochondrial par Ibáñez et al. montrent que des lignées génétiques très divergentes sont présentes (distances K2P supérieures à 16 %), et suggèrent que ces lignées constituent probablement un « complexe d'espèces » plutôt qu'une seule et même espèce. La plus grande divergence est observée entre les individus du sud de la péninsule Ibérique et le reste du continent. Aucune différence morphologique n'est alors connue pour les distinguer, mais cette lignée méridionale a la particularité d'avoir ses colonies de reproduction dans les grottes, quand les autres « murins de Natterer » ont leurs gîtes de mise bas dans des cavités arboricoles. Les auteurs proposent alors de ressusciter le nom Myotis escalerai — décrit de Valence par Ángel Cabrera, puis placé en synonymie avec M. nattereri — pour désigner cette population ibérique : le Murin d'Escalera est reconnu. Une lignée du nord de l'Espagne est aussi identifiée (avec une distance génétique d'environ 10 % par rapport aux autres), mais aucun caractère morphologique ni écologique n'est mis en évidence au-delà de la divergence mitochondriale. Dans les études ultérieures, elle est appelée « Myotis sp. A »,,,.

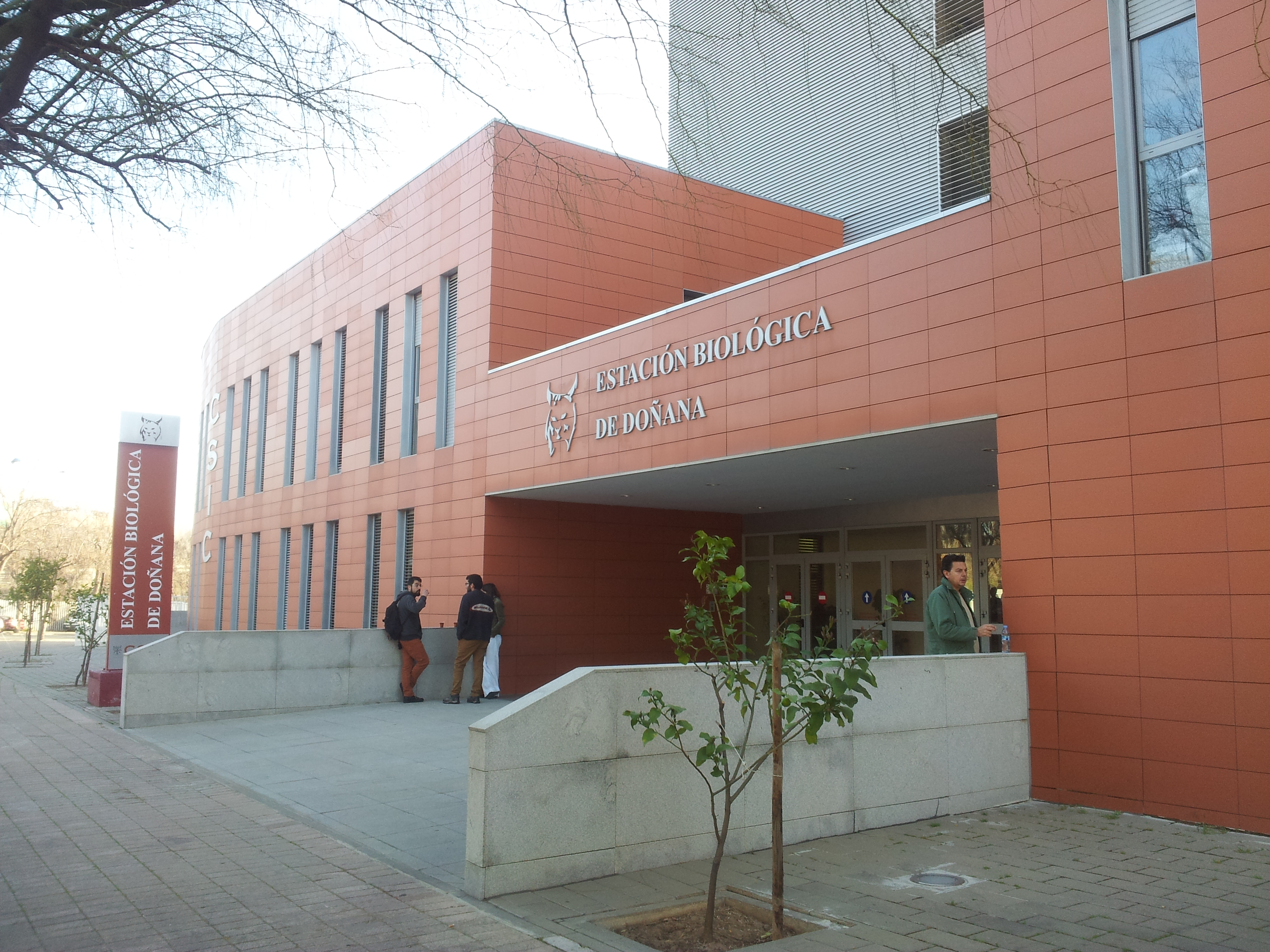
La station biologique de Doñana, à Séville, où est déposé le matériel type de M. crypticus.

L'étude détaillée de caractères crâniens permet finalement de séparer cette lignée des autres M. nattereri européens. La révision des synonymes de M. nattereri disponibles montrant qu'aucun ne peut être employé pour « Myotis sp. A », l'espèce est finalement décrite en 2019 sous le nouveau nom de Myotis crypticus par Manuel Ruedi (Muséum d'histoire naturelle de Genève), Carlos Ibáñez, Irene Salicini, Javier Juste (station biologique de Doñana) et Sébastien J. Puechmaille (université de Montpellier),. L'épithète spécifique « crypticus » signifie « caché » en référence au fait que cette espèce est longtemps restée confondue dans un complexe d'espèces cryptiques. L'holotype est un mâle adulte collecté par Ibáñez le 7 août 1987, à El Rasillo de Cameros (42° 11′ 00″ N, 2° 44′ 20″ O) dans la communauté autonome de La Rioja dans le nord de l'Espagne, à 1 400 m d'altitude. Il est déposé, ainsi que quatre paratypes (deux femelles adultes, un mâle adulte et un subadulte), dans la collection de la station biologique de Doñana (EBD) à Séville, dépendante du Conseil supérieur de la recherche scientifique espagnol (CSIC).
La description paraît au début de l'année 2019, bien qu'elle figure dans le numéro portant la date de décembre 2018 de la revue Acta Chiropterologica. M. crypticus est décrit conjointement avec M. zenatius, le Murin Zenati, correspondant à une lignée mitochondriale d'Afrique du Nord jusqu'alors appelée « Myotis sp. B » et plus proche de M. escalerai que de M. nattereri. Dans la même période, Çoraman et al. proposent les noms « Myotis nattereri helverseni » et « M. escalerai cabrerae » pour désigner des lignées correspondant respectivement à Myotis crypticus et M. zenatius. En plus de diagnoses lapidaires, la publication ne respecte pas un certain nombre de critères du Code international de nomenclature zoologique et ces noms doivent être considérés comme des nomina nuda.
La population corse est un premier temps appelée « Myotis sp. C » en raison de son importante divergence mitochondriale,, et est décrite comme espèce à part entière en 2023 sous le nom de Myotis nustrale. Enfin, dans le Sud de l'Italie et en Sicile, une seconde lignée mitochondriale est présente en plus de celle typique de M. crypticus et pourrait représenter une entité taxinomique distincte. Une zone de contact entre les deux lignées se trouve dans les Apennins et mériterait d'être étudiée à l'aide de marqueurs génétiques nucléaires.

## Menaces et conservation
L'espèce étant décrite en 2019, le statut de menace du Murin cryptique n'est pas évalué par l'Union internationale pour la conservation de la nature. En date de la description du Murin cryptique, le statut du Murin de Natterer (Myotis nattereri) est de « préoccupation mineure », mais son évaluation date alors de 2008 et ne prend donc pas en compte la différenciation de M. crypticus, de M. zenatius, de M. escalerai et de M. nustrale. La répartition de M. crypticus et le statut taxinomique de deux lignées mitochondriales présentes en Italie restent aussi parmi les points à préciser pour estimer le niveau de menace de l'espèce. Comme l'espèce est forestière, sa protection doit notamment passer par la protection des milieux accueillant les colonies de mise-bas, en maintenant notamment des forêts diversifiées comportant de nombreuses cavités naturelles, ainsi que les milieux agricoles bocagers dont l'espèce dépend aussi.